# Enklawa Policka
Enklawa Policka (rosyjski: Полицкий анклав, transkrypcja: Polickij anklaw; niemiecki: Pölitz-Enklave) – potoczna nazwa obszaru utworzonego przez wojska Północnej Grupy Wojsk Armii Czerwonej i podlegającego ich zarządowi, na terenie dzisiejszej gminy i miasta Police oraz północnej części miasta Szczecin w obecnych granicach.

## Historia

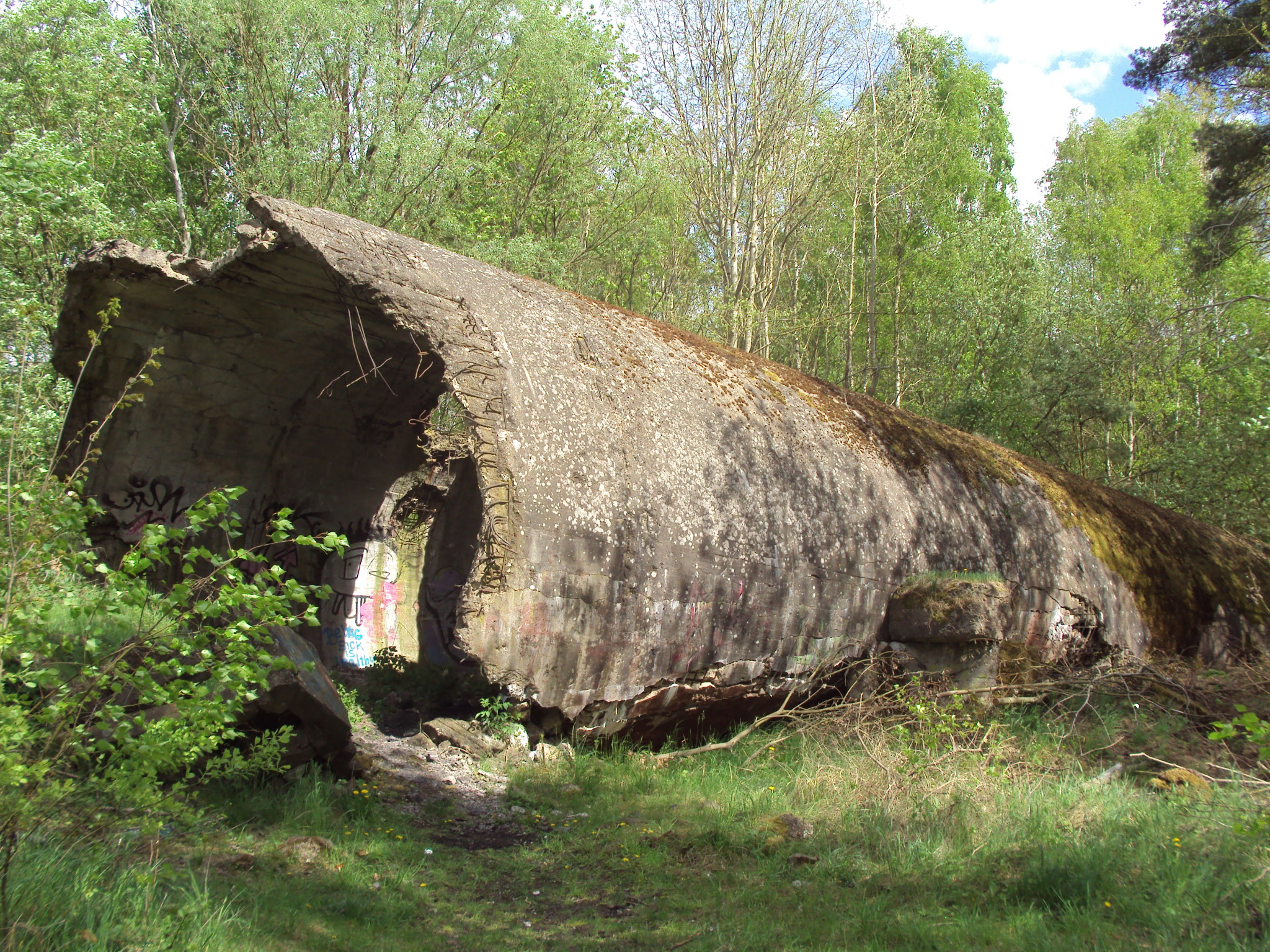
Wysadzony po wojnie komin fabryki benzyny syntetycznej w Policach

Enklawa formalnie istniała od 5 października 1945 do 25 września 1946 roku, był to obszar (ok. 90 km² terytorium Polski) czasowo wyłączony spod polskiej administracji. Celami istnienia enklawy było zabezpieczenie oraz wywóz do ZSRR ocalałych pozostałości po fabryce benzyny syntetycznej Hydrierwerke Pölitz AG. Na jej obszarze pracowało ponad 20 tysięcy jeńców i robotników niemieckich. Dopiero po zlikwidowaniu enklawy, mogli tu formalnie przybywać osadnicy polscy.
Istnienie Enklawy Polickiej opóźniło powojenną odbudowę i rozwój Polic oraz przyczyniło się do lokalizacji siedziby powiatu ziemskiego w Szczecinie (powiat szczeciński obejmował tereny obecnego powiatu polickiego). 
Obszary Enklawy Polickiej:
- Obszar A – na płd. od Polic po Stołczyn w Szczecinie, istniał do 19 lipca 1946.
- Obszar B – na płn. od Polic po Trzebież, istniał do 25 września 1946.